# Округ Рандолф (Џорџија)
Округ Рандолф (енгл. Randolph County) је округ у америчкој савезној држави Џорџија.

## Демографија
По попису из 2010. године број становника је 7.719, што је 72 (-0,9%) становника мање 2000. године.
| Група             | 2000.         | 2010.         |
| Белци             | 3.016 (38,7%) | 2.781 (36,0%) |
| Афроамериканци    | 4.633 (59,5%) | 4.769 (61,8%) |
| Азијати           | 14 (0,2%)     | 23 (0,3%)     |
| Хиспаноамериканци | 92 (1,2%)     | 119 (1,5%)    |
| Укупно            | 7.791         | 7.719         |